# Il meglio di Cristiano Malgioglio
Il meglio di Cristiano Malgioglio è una raccolta del cantante Cristiano Malgioglio, pubblicata nel 1998 dall'etichetta discografica D.V. More Record. È la ristampa, con nuova grafica e nuove foto, della raccolta Le hits del cuore.

## Tracce
1. A che serve volare
2. Testardo io (La mia solitudine)
3. La donna di un amico mio
4. Natalì
5. Oh! Mama
6. Toglimi il respiro
7. Non ti lascerò andare via
8. L'importante è finire
9. Nel tuo corpo
10. Siamo così
11. Balla Valeria
12. Va all'inferno
13. Sbucciami
14. Clown
15. Sto giurando per te
16. Un sueño inolvidable
17. Scandalo
18. Passione gitana